# Stanislav Griga
Stanislav Griga (Žilina, 4 novembre 1961) è un allenatore di calcio ed ex calciatore slovacco, fino al 1993 cecoslovacco, di ruolo attaccante.

## Palmarès

### Giocatore

#### Club

##### Competizioni nazionali
- Campionato cecoslovacco: 6

Sparta ČKD Praga. 1983-1984, 1984-1985, 1986-1987, 1987-1988, 1988-1989, 1989-1990
- Coppa di Cecoslovacchia: 3

Sparta ČKD Praga: 1983-1984, 1987-1988, 1988-1989
- Coppa dei Paesi Bassi: 2

Feyenoord: 1990-1991, 1991-1992
- Supercoppa dei Paesi Bassi: 1

Feyenoord: 1991

##### Competizioni internazionali
- Coppa Piano Karl Rappan: 2

Sparta Praga: 1985, 1989

#### Individuale
- Capocannoniere del campionato cecoslovacco di calcio: 1

1985-1986 (19 gol)